# Kaylin Whitney
Kaylin Whitney (9 de março de 1998) é uma atleta estadunidense, campeã olímpica.
Seu tempo de 100 metros também estabelece o recorde nacional do ensino médio, conforme reconhecido pelo Track and Field News. Nos Jogos Olímpicos de Verão de 2020, conquistou a medalha de ouro na prova de revezamento 4x400 metros feminino com o tempo de 3:16.85. Além disso, no revezamento 4x400 metros misto conseguiu o bronze com a marca de 3:10.22.